# Heteroszexizmus
A heteroszexizmus a homo-, bi-, interszexuális és transznemű kapcsolati formákat, mint „abnormális” jelenségeket értékeli. A homofóbia verbális megnyilvánulási formája. A heteroszexisták szerint a heteroszexualitás az egyetlen elfogadható szexuális irányultság.

## Háttere
A heteroszexizmust, mint fogalmat Craig Rodwell, meleg jogokkal foglalkozó aktivista használta először 1971-ben.

### Etimológiája és használata
A „heteroszexizmust” és a „heterocentrizmust” gyakran használják egymás szinonimájaként. Sokan úgy gondolják, hogy a heteroszexizmus sokkal találóbb kifejezés, hiszen a hetero(szexuális)- és az izmus szavak összetételéből áll, így könnyen összefüggésbe lehet hozni olyan fogalmakkal, mint a szexizmus és a rasszizmus. Más vélekedések szerint a hetero és szexizmus szavak összetételéből keletkezett.

### Kontraszt a homofóbiával
A homofóbiát tekinthetjük egyfajta heteroszexizmusnak, hiszen mindegyik egy megmagyarázhatatlan alapú félelem, vagy ellenszenv az LMBT közösség tagjai felé, illetve az LMBT viselkedés irányába. A heteroszexizmus azonban szélesebb értelembe véve azon ideológiai rendszert jelenti, amely szerint a heteroszexualitás az egyetlen „normális” és elfogadható szexuális irányultság. A heteroszexisták nagyon gyakran gondolják úgy, hogy a heteroszexuálisokat előnyben kell részesíteni a társadalmi, kulturális és gazdasági élet valamennyi területén. Ebből a felfogásból ered az is, hogy a nőiesség és a férfiasság egymás ellentétei, és mindenkinek igazodnia kell saját nemének társadalmi elvárásaihoz.

### Kontraszt a rasszizmussal
Gyakori vélekedés, hogy a heteroszexizmus és a rasszizmus között párhuzam vonható, mivel mindkét ideológia a domináns csoport kiváltságait hangsúlyozza az adott társadalomban. Ilyen a fehér kiváltság és a heteronormativitás párhuzamba állítása. Ezen analógia szerint, ahogy a fehér ember a más rasszokba tartózókkal szemben magát felsőbbrendűvé emeli, úgy emelik magukat a heteroszexuálisok az LMBT közösség tagjai fölé. Vagyis közös jellemzőjük:
- a társadalmi igazságtalanságok előmozdítása olyan emberek ellen, akik már származásuk, nemi orientációjuknál fogva igazságtalanságokkal küzdenek,
- olyan társadalmi hierarchia létrehozásán fáradoznak, amely lehetővé teszi, hogy egyes csoportok más csoportok fölé kerülhessenek.

## Hatások

### Marginalizálás
A heteroszexizmus legfőbb hatása az LMBT emberek kirekesztődése a társadalomban. A homofóbia és az internalizált homofóbia mellett a heteroszexizmus ma is létező jelenség, ami kényszeríti az LMBT társadalom tagjait, hogy valós szexuális orientációjukat eltitkolva, rejtőzködve éljenek.

### Intézményesített kirekesztés

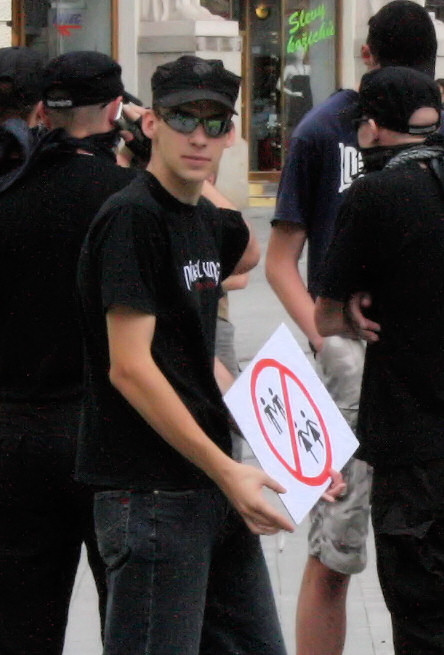
A melegházasság ellen tiltakozó egyén Brnoban

A heteroszexizmus egyik kézzelfoghatóbb formája az intézményesített kirekesztés. Ennek leggyakoribb formája a házassági jogok, illetve a gyermekvállalás korlátozása. Az azonos neműek házasságának kérdése az elmúlt húsz évben heves vitát váltott ki a világ számos országában. A melegek és leszbikusok jelenleg többeurópai és amerikai országban köthetnek házasságot.
Az intézményesített kirekesztés másik formája, amikor a nem-heteroszexuális viselkedés valamilyen, az állam vagy helyi közösség által kiszabott büntetést von maga után. Napjainkban is több országban (jellemzően a Közel-Keleten és Afrikában), a homoszexuális viselkedés halálbüntetést von maga után.